# Актам (Кызылординская область)
Актам (каз. Ақтам) — упразднённое село в Чиилийском районе Кызылординской области Казахстана. Входило в состав Гигантского сельского округа. Код КАТО — 435239200. Исключено из учётных данных в 2024 году.

## Население
В 1999 году население села составляло 145 человек (76 мужчин и 69 женщин). По данным переписи 2009 года, в селе проживало 88 человек (47 мужчин и 41 женщина).